# Alan Brooke
Feltmarskal Alan Francis Brooke, 1st Viscount Alanbrooke KG, GCB, OM, GCVO, DSO med bjælke (23. juli 1883 – 17. juni 1963) var en højtstående general i den britiske hær. Han var chef for imperiegeneralstaben under 2. verdenskrig og blev udnævnt til feltmarskal i 1944. Som formand for stabschefernes komite var Brooke den øverste militære rådgiver for premierminister Winston Churchill og betragtes som en af de vigtigste arkitekter bag de allieredes sejr i 1945. Efter at være trådt ud af hæren gjorde han tjeneste som Lord High Constable of England (Rigskonstabel af England) under kroningen af Elizabeth 2. af Storbritannien i 1953. Hans krigsdagbøger påkaldte sig interesse på grund af deres kritik af Churchill og på grund af Brookes oprigtige syn på andre ledende skikkelser i krigen.

## Baggrund og tidlige liv
Alan Brooke blev født i 1883 i Bagnères-de-Bigorre i Frankrig ind i en fremtrædende engelsk-irsk familie med stærke militære traditioner. Han var den sjette søn og det niende barn af Sir Victor Brooke, 3rd Baronet, af Colebrooke, Brookeborough, County Fermanagh, og hans kone Alice Bellingham, anden datter Sir Alan Bellingham, 3rd Baronet af Castle Bellingham i County Louth.
Brooke blev uddannet i Frankrig, hvor han boede, indtil han var 16 og på Royal Military Academy, Woolwich. Den 24. december 1902 blev han sekondløjtnant i Royal Regiment of Artillery. Takket være sin opvækst i Frankrig talte han flydende fransk. Under 1. Verdenskrig gjorde han tjeneste ved Royal Artillery i Frankrig, og ved krigens slutning var han blevet oberstløjtnant med ry for at være en fremragende operationsplanlægger. Mellem krigene var han underviser ved Staff College, Camberley og Imperial Defence College, hvor han lærte de fleste af de fremtidige øverste britiske militære chefer i 2. Verdenskrig at kende.

## Anden verdenskrig
Efter udbruddet af 2. verdenskrig havde Brooke kommandoen over 2. Korps i British Expeditionary Force – der blandt sine tilknyttede enheder havde 3. division, der blev ledet af den daværende generalmajor Bernard Montgomery – og han udmærkede sig i håndteringen af de britiske styrker under tilbagetrækningen til Dunkerque. Kort efter evakueringen fra Dunkerque blev han sendt tilbage til Frankrig for at overtage kommandoen over de resterende britiske tropper i landet. Brooke erkendte snart, at situationen var uoprettelig, og i sin første samtale med premierminister Winston Churchill anbefalede han, at alle britiske tropper skulle trækkes tilbage fra Frankrig, hvilket de efterfølgende blev. I juli 1940 blev han udpeget til at være chef for United Kingdom Home Forces og tage hånd om de britiske forberedelser til at afvise en tysk landgang på Englands sydkyst. I december 1941 blev han udpeget til Chief of the Imperial General Staff – chef for imperiegeneralstaben eller CIGS, som det normalt forkortes. Senere blev han også formand for stabschefernes komite, og han beholdt begge disse poster indtil sin pensionering fra aktiv tjeneste i 1946. 
I det meste af 2. Verdenskrig var Brooke den vigtigste militære rådgiver for premierminister Winston Churchill (som også var forsvarsminister), krigskabinettet og Storbritanniens allierede. Som CIGS var Brooke hærens øverste leder, og som formand for stabschefernes komite, som han dominerede med sit intellekt og personlighed, tog han den militære hovedrolle i den overordnede strategiske styring af krigen. I 1942 blev Brooke medlem af de Vestallieredes overkommando, det amerikansk-britiske Combined Chiefs of Staff. 
Alan Brookes fokus var primært på det europæiske operationsområde. Han så sin vigtigste opgave i at fastholde et stærkt pres på Aksemagterne i Nordafrika og Italien, så Middelhavet kunne blive åbnet for allieret skibsfart og derpå, når de allierede var parat, og tyskerne tilstrækkelig svækket, at gennemføre en invasion over Den engelske Kanal.  Det var stort set den strategi, der blev gennemført, om end ikke altid efter at amerikanerne havde været enige fra starten. Deres stærke ønske om en hurtig invasion af Vesteuropa var i modsætning til Brookes og briternes holdning om vigtigheden af operationerne i Middelhavet. Ikke alle Brookes planer lykkedes dog. F.eks. havde han håb om at bringe Tyrkiet ind i krigen på allieret side, men det håb, indrømmede han efter krigen, havde været en "vild drøm".
Posten som CIGS gav knap så stor tilfredsstillelse som at være feltherre på en vigtig krigsskueplads, men CIGS udvalgte de generaler, som skulle lede tropperne på krigsskuepladserne, og hvilke mænd og våben de skulle udstyres med. Når det drejede sig om at finde de rigtige generaler, klagede han ofte over, at mange officerer, som ville være blevet gode generaler var blevet dræbt under 1. Verdenskrig, og at det var en af årsagerne til, at briterne havde det svært i starten af krigen. Det lader ikke til, at han har tænkt på, at tyskerne ikke lod til at have det samme problem, selv om det burde have ramt dem i samme omfang. Da general Claude Auchinleck skulle udskiftes som chef for den britiske 8. Arme i 1942, foretrak Brooke Bernard Montgomery frem for generalløjtnant William Gott, som var Churchills kandidat. 
Kort efter blev Gott dræbt ved nedskydningen af et fly, og Montgomery fik posten. Brooke tænkte senere på den tragiske hændelse, som førte til udpegningen af Montgomery, som en indgriben fra Gud. Tidligere i 1942 var Brooke selv blevet tilbudt kommandoen over de britiske styrker i Mellemøsten.  Brooke afslog, fordi han regnede med, at han nu bedre end nogen anden general vidste, hvordan man skulle håndtere premierminister Churchill, som for ofte lod sig påvirke af ukloge råd fra ukvalificerede personer.
Et år senere var krigslykken vendt, og Brooke troede ikke længere, at det var nødvendigt at blive ved Churchills side. Han så derfor frem til at overtage kommandoen over Operation Overlord, den allierede invasion i Normandiet, en post som han troede, at han var blevet lovet af Churchill ved tre lejligheder; men under konferencen i Quebec i august 1943 blev det besluttet, at opgaven skulle gå til den amerikanske general George C. Marshall. (Selv om det viste sig, at Marshalls arbejde som stabschef for den amerikanske hær var for vigtigt til, at han kunne forlade Washington DC, og en anden amerikansk general, Dwight D. Eisenhower, endte med at blive udpeget.) Brooke var dybt skuffet, både over at være blevet forbigået, og over hvordan Churchill overbragte ham nyheden. Ifølge Brooke "behandlede han sagen, som om det var en af mindre betydning".

### Forholdet til Churchill
I årene som CIGS havde Alan Brooke ofte et stormfuldt forhold til Winston Churchill. Brooke var ofte frustreret over premierministerens vaner og arbejdsmetoder, hans fornærmelser mod generaler og konstante indblanding i strategiske forhold. På samme tid var Brooke en stor beundrer af Churchill for den måde, han inspirerede de allierede, og den måde hvorpå han bar den tunge byrde som krigsleder. I en typisk passage i Brookes krigsdagbog beskrives Churchill som et "geni blandet med en forbløffende mangel på udsyn – han er helt klart den sværeste at arbejde sammen med af alle, jeg har været ude for, men jeg ville for intet i verden have undværet at arbejde sammen med ham!".
Når Chuchills mange fantasifulde strategiske ideer var på kollisionskurs med sund militær strategi, var det kun Alan Brooke i stabschefernes komite, som kunne modstå premierministeren. Churchill sagde om Brooke: “Når jeg slår i bordet og læner mig ind over ham, hvad gør han så? Slår hårdere i bordet og stirrer tilbage på mig. Jeg kender disse Brookes-folk, stivnakkede Ulsterfolk, og der er ingen, det er sværere at håndtere end dem!”  Det er blevet sagt, at en del af Churchills storhed var, at han udpegede Brooke som CIGS og beholdt ham under hele krigen.  
Et generelt klagepunkt fra Brooke var, at Churchill ofte gik ind for en spredning af styrkerne, hvor han selv foretrak koncentration. Brooke var især irriteret over Churchills ide om at erobre den nordlige spids af Sumatra. Men i nogle tilfælde så Brooke ikke den politiske dimension af strategien i samme grad som premierministeren. Brooke var f.eks. skeptisk overfor den britiske intervention i Grækenland i slutningen af 1944, idet han troede, at det var en operation, som kanaliserede tropper væk fra den centrale front i Tyskland; men på dette tidspunkt var krigen i praksis vundet, og Churchill så muligheden for at forhindre, at Grækenland blev en kommunistisk stat.
Balancen i stabschefernes komite ændrede sig dramatisk i oktober 1943, da admiral Andrew Cunningham efterfulgte Admiral Dudley Pound som First Sea Lord. Brooke fik nu en trofast allieret i sine meningsudvekslinger med Churchill. Dette blev afspejlet i det mest alvorlige sammenstød mellem premierministeren og stabscheferne om de britiske forberedelser til de afsluttende faser af Stillehavskrigen. Brooke og de øvrige stabschefer ønskede at opbygge styrkerne i Australien mens Churchill ønskede at bruge Indien som base for den britiske indsats. Det var et spørgsmål, som stabscheferne var villige til at tage deres afsked på, men i den sidste ende blev der fundet et kompromis.
Trods deres mange uenigheder holdt Brooke og Churchill af hinanden. Efter et kraftigt sammenstød sagde Churchill til general Hastings Ismay, at han ikke troede, at han kunne fortsætte med at arbejde med Brooke, for "han hader mig. Jeg kan se hadet i hans øjne". Brooke svarede Ismay: "Hader ham? Jeg hader ham ikke, jeg elsker ham. Men hvis jeg begynder at sige til ham, at jeg er enig, når jeg ikke er det, så er det på tide at slippe af med mig, for så kan jeg ikke hjælpe ham". Da Churchill fik dette at vide, mumlede han: "Den kære Brooke".

### Vurdering
Alan Brooke, eller "Brookie" som han blev kaldt, anerkendes som et af de dygtigste tænkere i den britiske hær. Han var hurtig i tanke og tale og dybt respekteret af sine militære kolleger, både blandt briter og allierede, om end hans kompromisløse holdning kunne gøre amerikanerne forsigtige. Hans indflydelse på de Vestallieredes overordnede strategi var enorm, måske den stærkeste overhovedet. Blandt de vigtigste af hans bidrag til krigen var hans udskydelse af etableringen af den Anden front. Partnerskabet mellem Brooke og Churchill var meget vellykket. Kombinationen af Churchills visioner og Brookes jordbundne ledelse af krigen førte Storbritannien til sejr i 1945.

## Krigsdagbøger
Alan Brooke førte dagbog under hele 2. verdenskrig. Oprindelig var de tiltænkt hans kone, Benita, men blev senere kommenteret af Brooke i 1950'erne. Dagbøgerne indeholder beskrivelser af den daglige ledelse af den britiske krigsindsats (herunder nogle temmelig indiskrete henvisninger til tophemmelige opsnapninger af tysk radiokommunikation), Brookes tanker om strategi og jævnligt anekdoter fra de mange møder, Brooke havde med de allierede ledere under krigen. 
Dagbøgerne er først og fremmest blevet kendt på grund af de hyppige bemærkninger om og kritik af Winston Churchill. Selv om dagbøgerne indeholder vurderinger og beundring af Churchill, fungerede de også som en sikkerhedsventil for Brookes frustrationer over arbejdet med premierministeren. Dagbøgerne giver også usødede vurderinger af adskillige af de øverste allierede ledere. De amerikanske generaler Eisenhower og George Marshall beskrives f.eks. som dårlige strateger, og den britiske feltmarskal Harold Alexander som uintelligent. Blandt de personer, som Brooke lader til at have en positiv holdning til, finder man general Douglas MacArthur, Feltmarskal John Dill og Josef Stalin. Brooke beundrede Stalin for hans hurtige hjerne og forståelse af militær strategi. Bortset fra det havde han ingen illusioner om manden: "Han har et uvenligt, koldt, listigt, dødt ansigt, og når jeg ser på ham, kan jeg se ham sende folk i døden uden at blinke." 
Redigeret af historikeren Arthur Bryant blev dagbøgerne udgivet første gang i 1957 (The Turn of the Tide) og i 1959 (Triumph in the West). Oprindelig var det ikke meningen, at dagbøgerne skulle offentliggøres. En årsag til, at Brooke skiftede mening, var, at stabscheferne ikke fik megen ros i Churchills egne erindringer om krigen, som stort set fremstillede deres ideer og fornyelser som hans egne. Selv om de var stærkt censurerede, blev bøgerne særdeles kontroversielle, ikke kun på grund af de mange kommentarer om Churchill og andre, men også fordi de lancerede Brooke som den eneste mand bag den allierede sejr. Winston Churchill kunne ikke lide bøgerne. I 2001 bragte udgivelsen af de ucensurerede "War Diaries", der blev redigeret af Alex Danchev og Daniel Todman, igen opmærksomhed til en af de mest indflydelsesrige strateger i 2. verdenskrig.

## Karriere efter krigen og udmærkelser
Efter sin pensionering fra hæren sad Alan Brooke i bestyrelsen for adskillige selskaber, både indenfor industri og bankvirksomhed. Han var bestyrelsesmedlem i Anglo-Iranian Oil Company, Midland Bank, National Discount Company og Belfast Banking Company. Brooke var især glad for at være bestyrelsesmedlem i Hudson's Bay Company hvor han sad i 11 år fra 1948.
Brooke blev adlet som Baron Alanbrooke, af Brookeborough i County of Fermanagh, i 1945, og Viscount Alanbrooke i 1946.
- Han fik tildelt Distinguished Service Order[23] under 1. Verdenskrig,
- Han blev udnævnt til Knight Commander of the Order of the Bath (KCB) in 1940,
- Forfremmet til Knight Grand Cross of the Order of the Bath (GCB) i 1942,[24]
- Han blev Knight of the Garter (KG) i 1946.[25]
- Medlem af Order of Merit (OM) i 1946
- og Knight Grand Cross of the Royal Victorian Order (GCVO) i 1953.

Han var også kansler for Queen's University of Belfast fra 1949 til sin død. Ved kroningen af dronning Elizabeth 2. af Storbritannien blev han udpeget ti at være Lord High Constable of England og havde således kommandoen over alle tropper, der deltog i begivenheden. I 1994 blev der opstillet en statue af Brooke foran forsvarsministeriet i London. 
Statuen flankeres af to statuer af Storbritanniens andre førende generaler i 2. Verdenskrig, Viscount Slim og Viscount Montgomery.

## Privatliv og ornitologi
Alan Brooke var gift to gange. Efter seks års forlovelse blev han gift med Jane Richardson i 1914, en nabo til Brooke-familien i Fermanagh i Nordirland. Seks dage inde i hvedebrødsdagene blev Brooke indkaldt til aktiv tjeneste, da 1. Verdenskrig brød ud. Parret fik en datter og en søn, Rosemary og Thomas. Jane Brooke døde ved et trafikuheld i 1925, mens Brooke sad ved rattet. Hans første kones død var et alvorligt slag for Alan Brooke. Han fandt lykken igen, da han mødte Benita Lees, datter af Sir Harold Pelly, 4th Bt. og enke efter Sir Thomas Lees, 2nd Bt., som han giftede sig med i 1929. Ægteskabet var meget lykkeligt og resulterede i en datter og en søn, Victor. Under krigen boede parret i Hartley Wintney, en landsby i Hampshire. Efter krigen tvang familiens økonomiske situation dem til at flytte ind i gartnerboligen i deres tidligere hjem, og her boede de resten af livet. Deres sidste år blev overskygget af deres datter Kathleens død ved en rideulykke i 1961.
Alan Brooke elskede naturen. Jagt og fiskeri var blandt hans store interesser. Hans største interesse var imidlertid fugle. Brooke var en kendt ornitolog og særdeles dygtig til at tage billeder af fugle. Han var præsident for Zoological Society of London fra 1950 til 1954 og vicepræsident for Royal Society for the Protection of Birds. Under pauser i krigsplanlægningen kunne stabschefen til tider ses i boghandler i London på jagt efter sjældne bøger om fugle. Han købte en kostbar bogsamling af John Gould, men af økonomiske grunde måtte han sælge disse bind efter krigen.

## Død
Den 17. juni 1963 fik Brooke et hjerteanfald og døde stille i sin seng med sin kone ved sin side. Samme dag skulle han have deltaget i hosebåndsordenens årlige gudstjeneste i St. George's Chapel på Windsor Castle. Ni dage senere begravet fra Windsor, og hans legeme blev stedt til hvile i St Mary's churchyard, nær hans hjem i Hartley Wintney. 

## Mindesmærker
Alanbrooke House er en bygning på Welbeck college og Alanbrooke er navnet på Junior Girls house på Duke of York's Royal Military School. På begge institutioner er alle bygninger opkaldt efter prominente militære personer.